# Palais Harrach
Pour l'ancien palais situé à Vienne, voir Palais Harrach (Ungargasse).
Le palais Harrach (en tchèque Harrachovsky palac), également connu sous le nom de maison Goldberg ou de palais U Zelene Iouky, est un édifice baroque construit situé rue Jindřišská dans la Nouvelle Ville de Prague. Il est protégé en tant que monument culturel de la République tchèque.  

## Histoire du palais

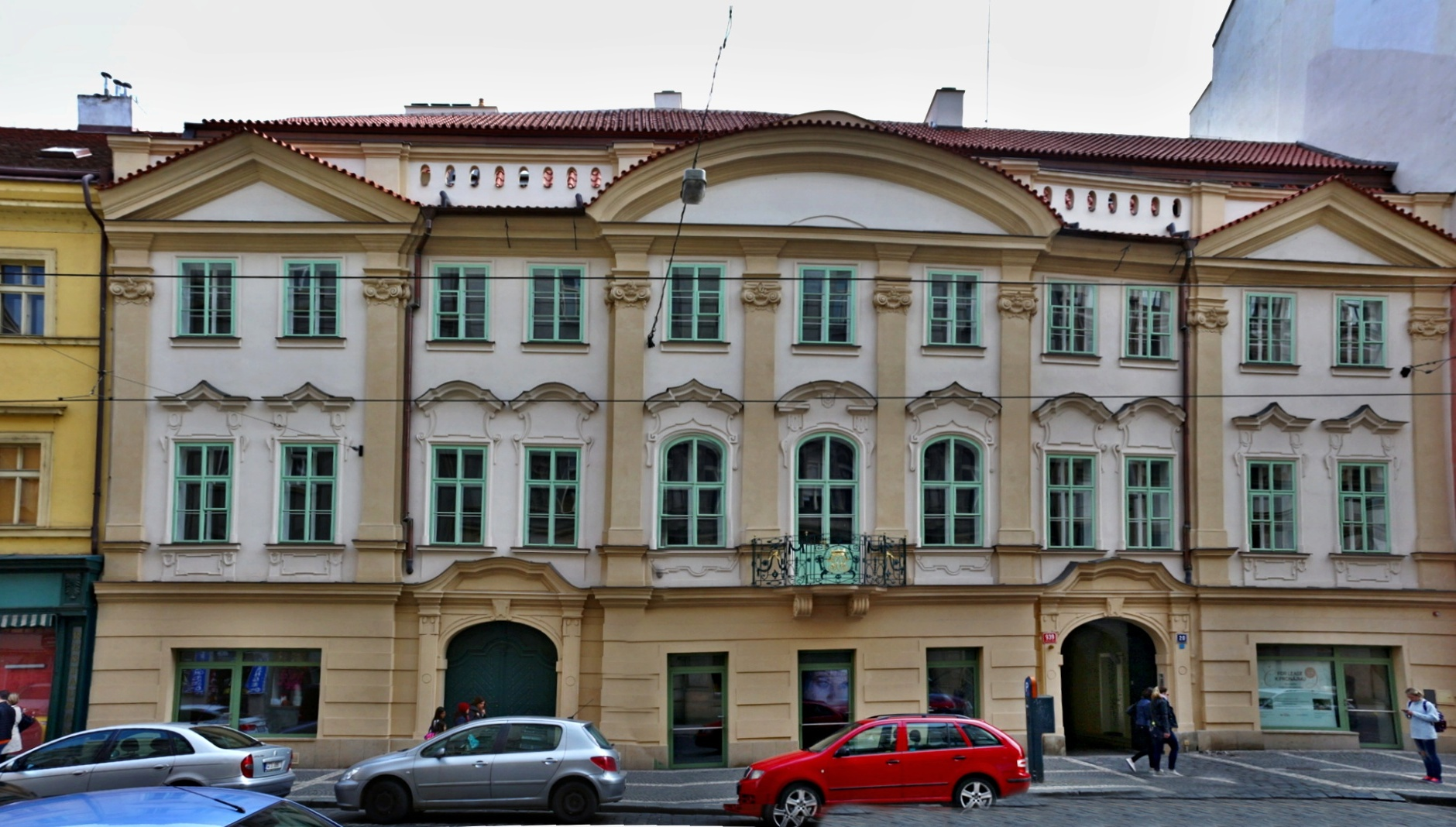
Palais Harrach en 2017

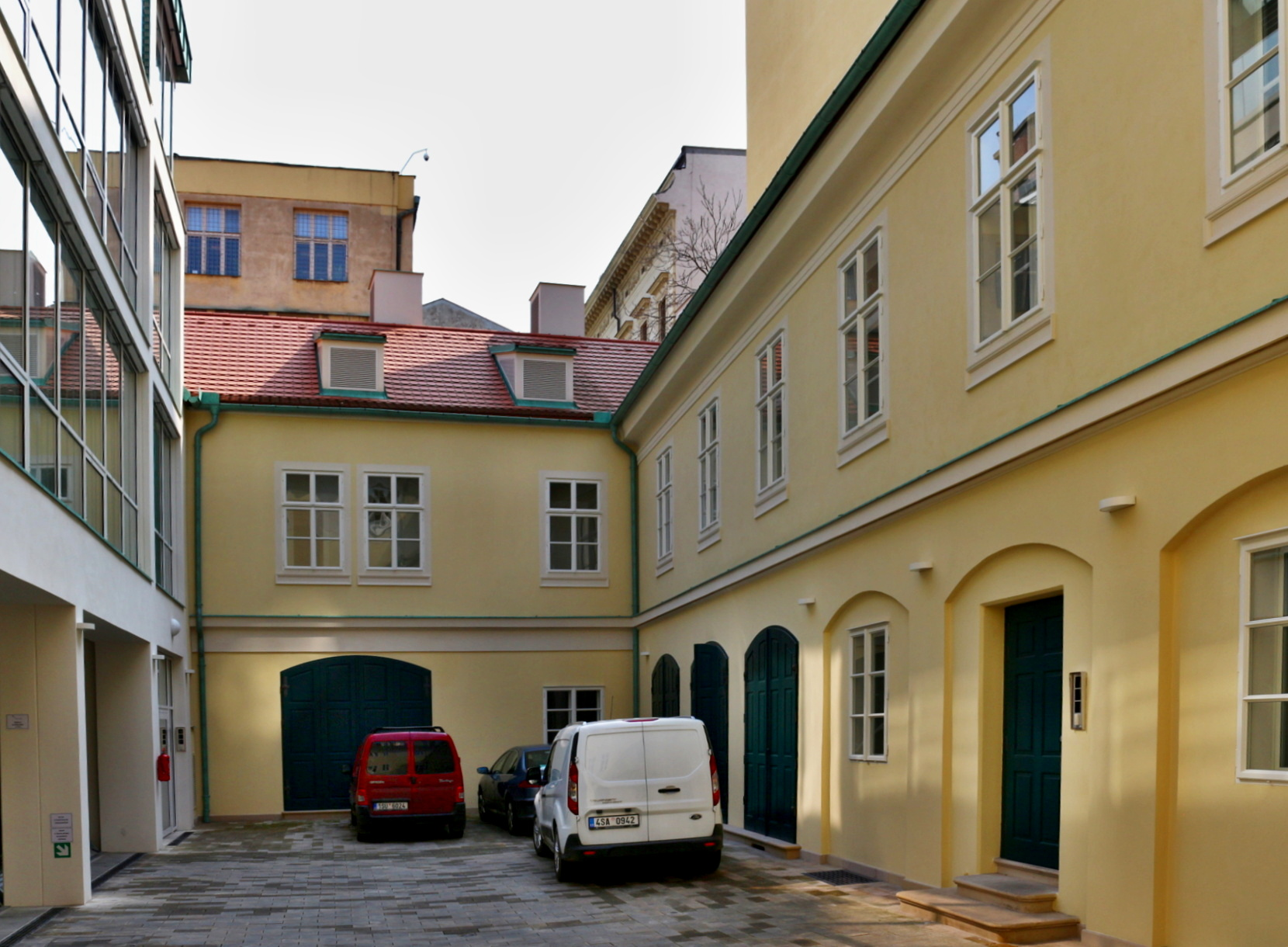
Cour du palais

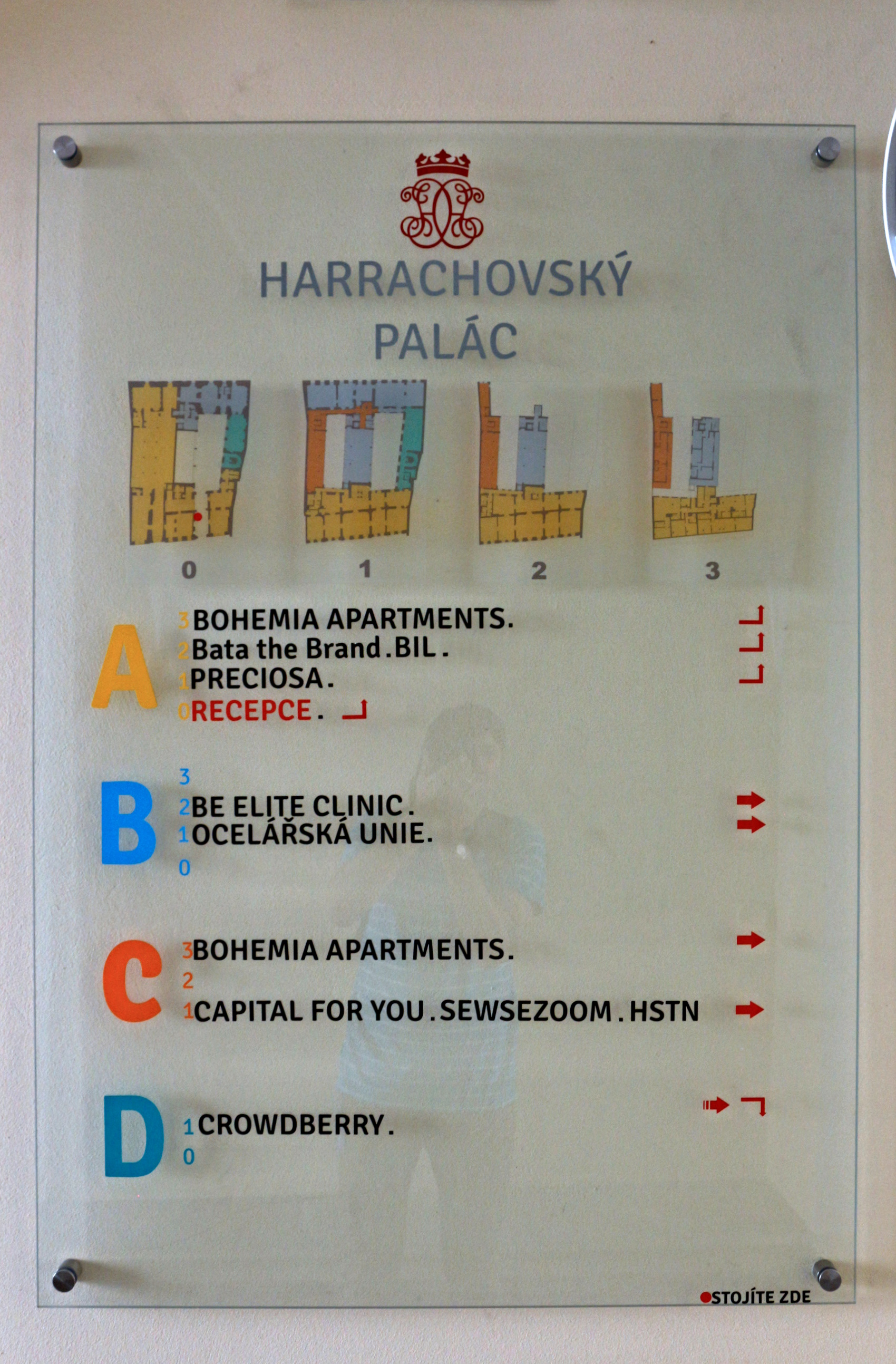
Plan des espaces

Sur l'emplacement du palais actuel se trouvaient des maisons plus anciennes, la plus ancienne d'époque gothique comme en témoigne la cave. Les propriétaires se sont succédé sur le site, surtout pendant la guerre de Trente Ans. 
En 1765, le palais fut formé par la réunion des maisons. Au XVIIIe siècle, le propriétaire de la maison était Václav Ignác, comte Dey de Stříteže. Le palais était alors utilisé principalement à des fins agricoles comme grenier, grange, etc. Cependant, le comte Dey possédait également un autre palais de la nouvelle ville, désormais connu sous le nom de palais Deym. 
La reconstruction a probablement été achevée vers 1770, en style baroque.  
Plusieurs autres propriétaires du palais, notamment aristocratiques, se sont succédé, en particulier Franz Ernst, comte de Harrach. Le palais a reçu son nom d'après lui depuis 1856. 
Le palais abrite actuellement à plusieurs entreprises, notamment les parties inférieures sont des magasins (chaussures Baťa). Il y a aussi un musée interactif des Sens dans le bâtiment. 

## Reconstruction et achèvement du palais
En février 2015, Baťa, par l'intermédiaire de sa société immobilière, a commencé la reconstruction et l'achèvement du palais conformément au projet de l'atelier d'architecture AV 19. La date d'achèvement prévue était juillet 2016.

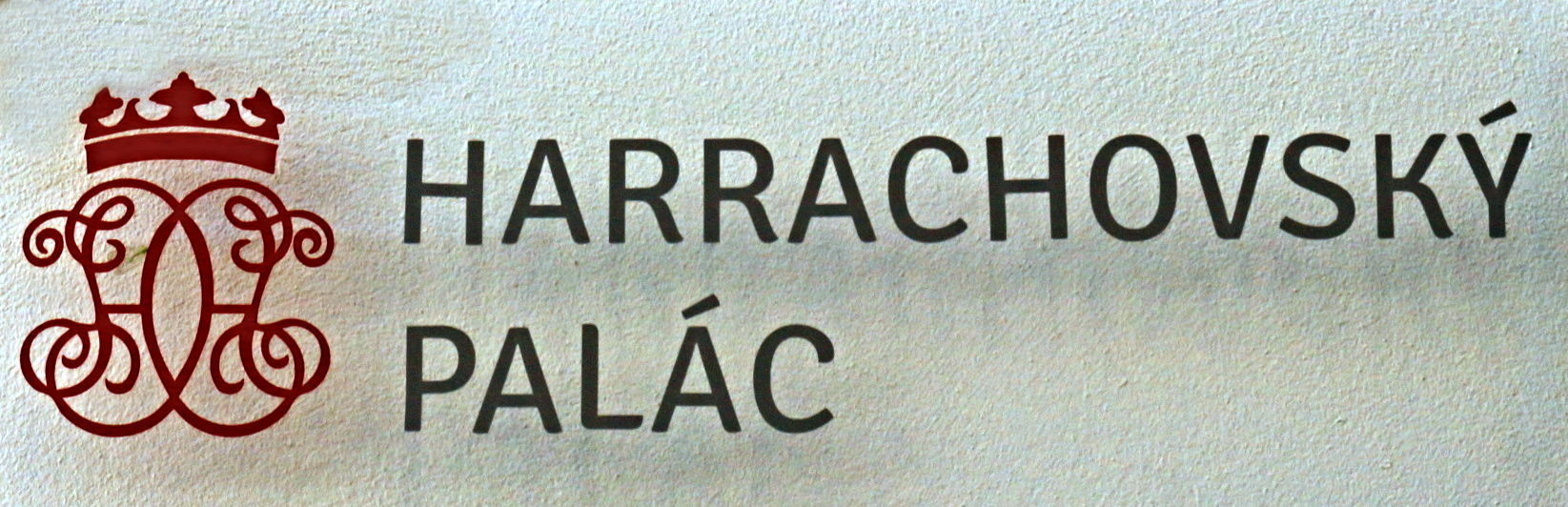
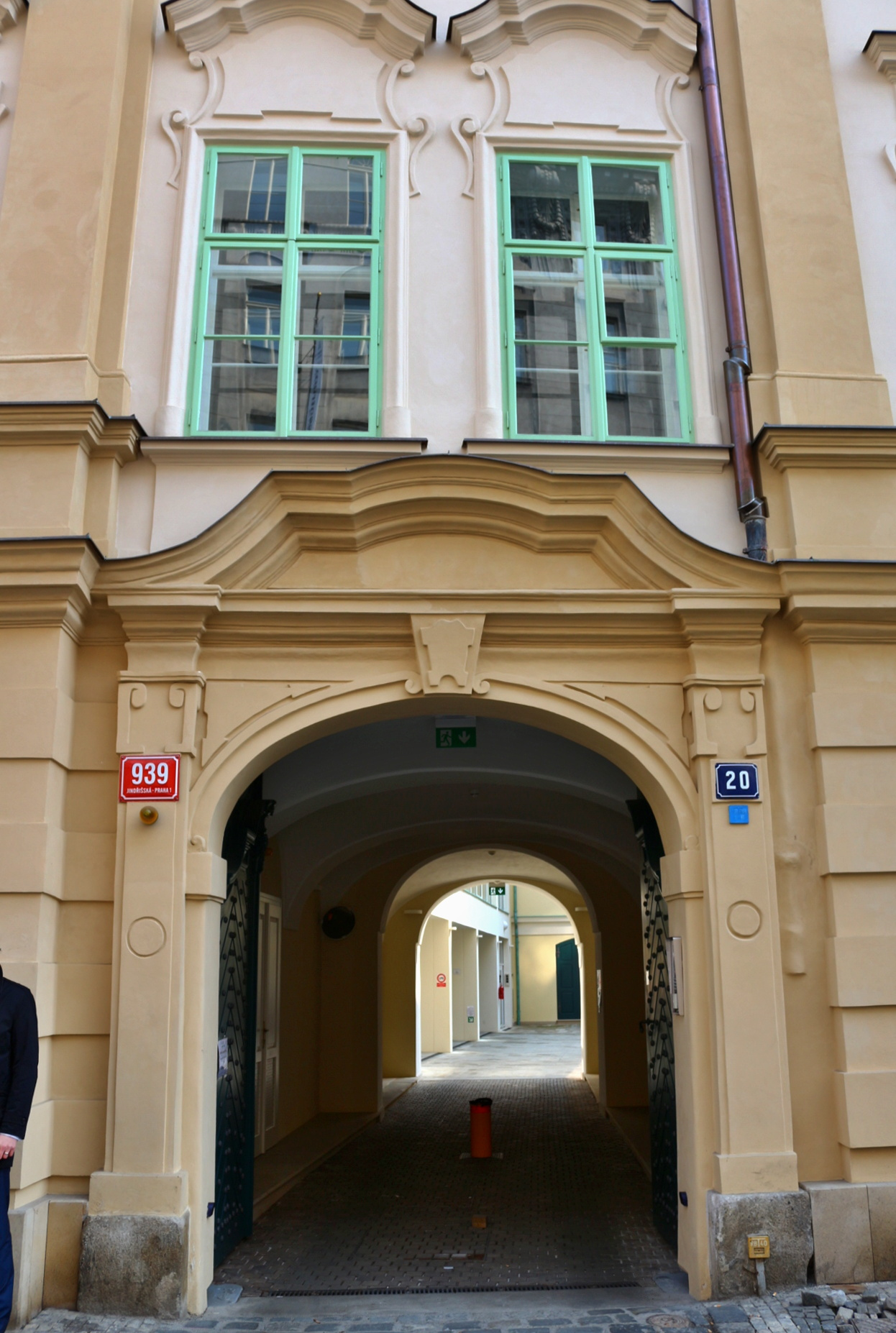
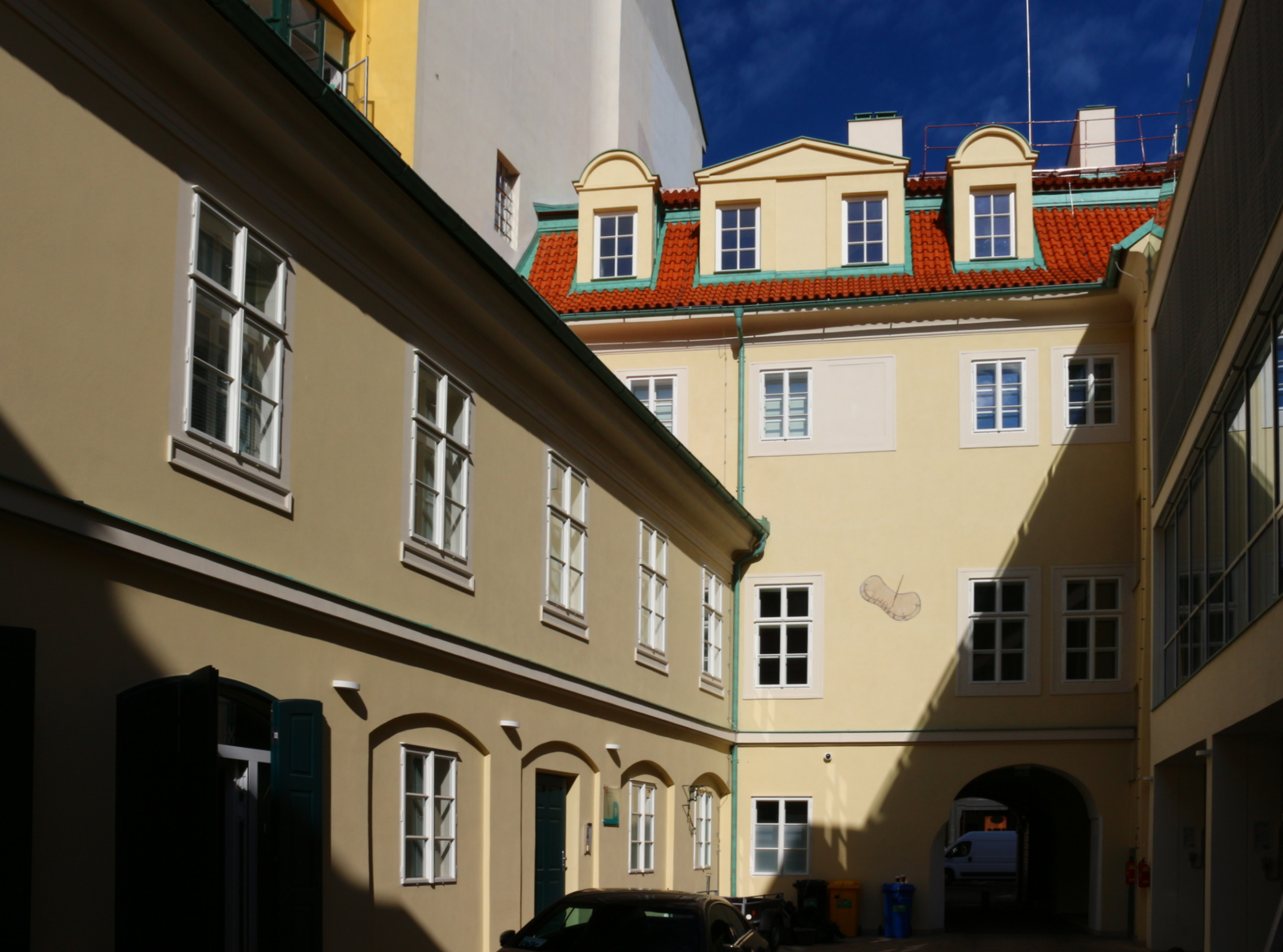